# Naohisa Takato
Naohisa Takato (japonès: 髙藤直寿)  (Shimotsuke, 30 de maig de 1993) és un judoka japonès que competeix en la categoria de pes extra lleuger (actualment -60 Kg). Ha participat en dues Olimpíades, guanyant 1 medalla de bronze en els Jocs Olímpics de Rio 2016 i 1 medalla d'or en els Jocs Olímpics de Tòquio 2020. A més, ha guanyat 5 medalles (4 d'or) en els Campionats del Món i 2 medalles d'or en els Campionats d'Àsia.
És conegut per practicar un estil més modern del judo tradicional, amb una evolució de la tècnica del kata guruma.

## Trajectòria professional
| Jocs Olímpics     | Jocs Olímpics  | Jocs Olímpics | Jocs Olímpics |
| Any               | Seu            | Posició       | Categoria     |
| ----------------- | -------------- | ------------- | ------------- |
| 2016              | Rio de Janeiro | 3             | -60 Kg        |
| 2020              | Tòquio         | 1             | -60 Kg        |
| Campionat del Món |                |               |               |
| 2013              | Rio de Janeiro | 1             | -60 Kg        |
| 2014              | Txeliàbinsk    | 3             | -60 Kg        |
| 2017              | Budapest       | 1             | -60 Kg        |
| 2018              | Bakú           | 1             | -60 Kg        |
| 2019              | Tòquio         | 5a posició    | -60 Kg        |
| 2022              | Taixkent       | 1             | -60 Kg        |
| 2023              | Doha           | 5a posició    | -60 Kg        |
| Campionat d'Àsia  |                |               |               |
| 2017              | Hong Kong      | 1             | -60 Kg        |
| 2021              | Bixkek         | 1             | -60 Kg        |